# Medal „Powstanie w Getcie Warszawskim”
Medal „Powstanie w Getcie Warszawskim” – odznaczenie honorowe przyznawane przez Stowarzyszenie Żydów Kombatantów i Poszkodowanych w II Wojnie Światowej, a od 2022 wspólnie ze Stowarzyszeniem Żydowski Instytut Historyczny w Polsce[niewiarygodne źródło?] w rocznicę wybuchu powstania w getcie warszawskim osobom zasłużonym dla pamięci o historii Żydów w czasie II wojny światowej i Zagłady oraz osobom zasłużonym dla dialogu polsko-żydowskiego, a w szczególności zaangażowanym w upamiętnianie historii i kultury Żydów polskich, walkę przeciw antysemityzmowi, nacjonalizmowi, homofobii lub innym negatywnym postawom wobec innych mniejszości, informowanie o prawdzie na temat prześladowań i dyskryminacji Żydów w czasie Zagłady Żydów jak również po tym okresie, ochronę miejsc pamięci, promocję kultury polskich Żydów.